# 岩崎恵子
岩崎 恵子（いわさき けいこ、1971年8月16日 - ）は、日本の女優。東京都出身。東京芝居倶楽部所属。

## 主な出演作品

### テレビドラマ
- 可愛いだけじゃダメかしら? 第9話（1999年3月8日、テレビ朝日）
- 「炎立つ」
- 「花の乱」
- 「女33歳全力疾走!」
- 「中学生日記」
- 「コメディーお江戸でござる」
- 「新 熱中時代宣言」
- 「海まで5分」
- 「めぐり逢い」
- 「オトナの男」
- 「あした吹く風」
- 「3年B組金八先生スペシャル6」
- 「冗談ストリート」
- 「やるっきゃないモン!」
- 「君の手がささやいてる」

### 舞台
- 「正しい暇のつぶし方」
- 「隣の花」
- 「写真」

### CM
- 「アリスのエクスプレス」JR東海
- 「サガス」転職情報マガジン
- 「仁丹のビフィズス菌」森下仁丹
- 「ジャックスカード」